# George Miller Bligh
Pour les articles homonymes, voir Bligh.
George Miller Bligh est un officier de marine britannique né en 1780 et mort en 1834 à Southampton. Captain dans la Royal Navy, il participe aux guerres de la Révolution française et aux Guerres napoléoniennes.
Il est présent à bord du HMS Victory lors de la bataille de Trafalgar et est grièvement blessé pendant le combat. Il est présent à la mort du vice-amiral Horatio Nelson.

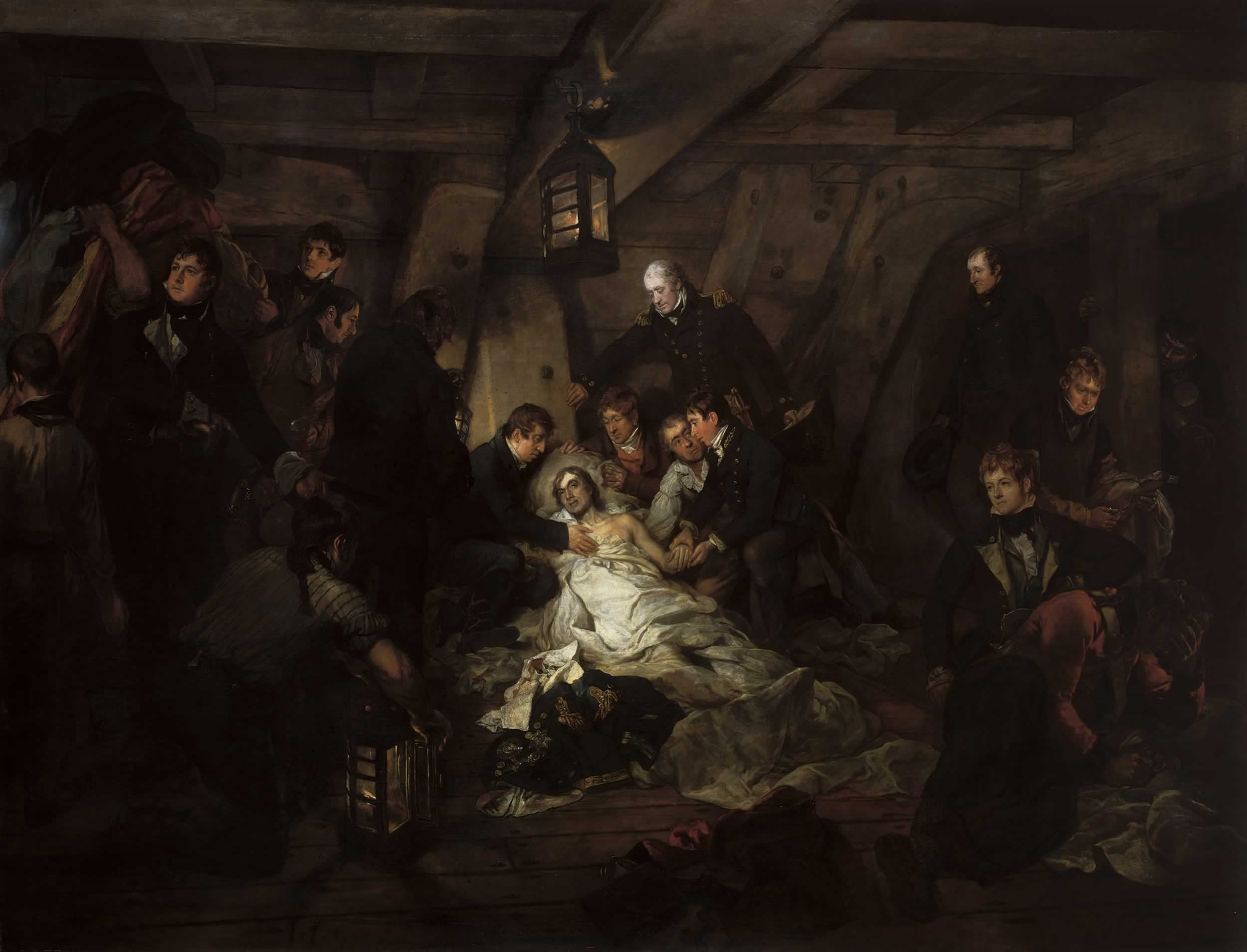
The Death of Nelson, 21 October 1805 par Arthur William Devis. Bligh est visible sur la droite, regardant sur la gauche et se tenant le côté.